# Belgica antarctica
Belgica antarctica ist eine in der Antarktis lebende flügellose Zuckmückenart (Chironomidae). Bei einer Länge von 2–6 mm stellt sie das größte dauerhaft auf diesem Kontinent lebende Landtier dar. Entdeckt wurde Belgica antarctica während der Belgica-Expedition, die im Jahr 1898 Teile der Antarktis erkundete. Auch die später bekannt gewordenen Antarktisreisenden Frederick Cook und Roald Amundsen waren Mitglieder dieser Expedition.

## Lebensweise
Die Larven der Mücke haben sich dabei den extremen Bedingungen der Antarktis sehr gut angepasst. Sie überleben sowohl extrem salzige als auch saure Umgebungen. Mehrere Wochen ohne Sauerstoff sind für die meisten Larven ebenso wenig ein Problem wie eine fast vollständige Dehydratisierung oder das lebendige Einfrieren. Wissenschaftler der Miami University in den USA stellten fest, dass Larven, die kurz zuvor mindestens eine Stunde einer Kälte von −5 °C ausgesetzt wurden, anschließend auch Temperaturen von −20 °C überlebten. Fällt dagegen die Temperatur gleichmäßig und relativ schnell, so sterben die meisten Larven bei −10 °C.
Die Larve entwickelt sich vor dem Wintereinbruch bis zum zweiten Entwicklungsstadium. Während des ersten Winters legt sie eine Ruhepause ein. Im nächsten Sommer entwickelt sie sich weiter bis zum vierten/letzten Entwicklungsstadium. Anschließend legt sie im zweiten Winter wieder eine Ruhepause ein. Im nächsten Sommer schlüpft die Mücke als erwachsenes Tier. Innerhalb weniger Tage paart sie sich und legt ihre Eier.
Eines ihrer bekanntesten Habitate ist das Ufer des Midge Lake (englisch für Mückensee) auf der Livingston-Insel im Archipel der Südlichen Shetlandinseln, der nach diesen Zuckmücken benannt ist.